# Internationale Friedensfahrt 1986
Die 39. Internationale Friedensfahrt (Course de la paix) war ein Radrennen, das vom 6. bis 22. Mai 1986 ausgetragen wurde. Es bestand aus 14 Einzeletappen und führte auf einer Gesamtlänge von 2138 km erstmals von Kiew über Warschau und Berlin nach Prag. Die Fahrt gewann Olaf Ludwig aus der DDR.
Sieger der Mannschaftswertung wurde die Mannschaft der UdSSR. Der beste Bergfahrer war Petar Petrow aus Bulgarien. Der vielseitigste (Rosa Trikot), aktivste (Violettes Trikot) und punktbeste (Weißes Trikot) Fahrer war Olaf Ludwig aus der DDR.

## Vorgeschichte
Nach der 38. Ausgabe der Friedensfahrt, die wegen des 40. Jahrestages der Befreiung vom Hitlerfaschismus 1985 in Moskau startete, wurde im Herbst 1985 entschieden, die 39. Friedensfahrt erneut auf sowjetischem Territorium starten zu lassen. Als Ausgangspunkt des Rennens wurde diesmal Kiew, die Hauptstadt der damaligen Ukrainischen SSR, ausgewählt. Am 24. Januar 1986 wurde vom Friedensfahrtkomitee in Berlin sogar verkündet, dass die Sowjetunion zukünftig als Veranstaltungspartner in die Ausrichtung mit einbezogen wird. Nach den Ereignissen um die 39. Friedensfahrt war davon allerdings nicht mehr die Rede. Zum Meldeschluss am 31. März 1986 hatte sich ein übliches Fahrerfeld aus 19 Mannschaften mit 114 Athleten angemeldet. Erstmals sollten Fahrer aus der Türkei und Syrien an dem Etappenrennen teilnehmen. Die Anmeldung einer Schweizer Mannschaft sollte noch geprüft werden. Folgende Startnummern wurden von der Rennleitung daraufhin vergeben:
| 11 - 16 Polen 21 - 26 Tschechoslowakei 31 - 36 Belgien 41 - 46 Niederlande 51 - 56 Vereinigtes Königreich 61 - 66 DDR 71 - 76 Sowjetunion | 081 - 086 Rumänien 091 - 096 BRD 101 - 106 Italien 111 - 116 Mongol. VR. 121 - 126 Bulgarien 131 - 136 Vereinigte Staaten | 141 - 146 Türkei 151 - 156 Ungarn 161 - 166 Frankreich 171 - 176 Kuba 181 - 186 Jugoslawien 191 - 196 Syrien |

### Tschernobyl
Zehn Tage vor dem Start der Friedensfahrt ereignete sich etwa 100 km nördlich von Kiew die Nuklearkatastrophe von Tschernobyl. Daraufhin hagelte es Absagen von insgesamt neun Mannschaften, darunter auch Rumänien und Jugoslawien. Trotz erheblicher gesundheitlicher Risiken wurde der Ort des Starts nicht verlegt, die Informationen über das Ausmaß des Unglücks flossen generell spärlich. Fahrer aus damals sozialistischen Ländern wurde das Ende ihrer leistungssportlichen Karriere angedroht, wenn sie nicht teilnehmen würden, so zum Beispiel Olaf Ludwig. Letzten Endes traten sogar noch vier Fahrer aus Finnland an, die kurzfristig nachgemeldet wurden. Das Starterfeld war bei Rennbeginn somit auf 64 Fahrer zusammengeschrumpft, mit Frankreich und Finnland entsandten nur noch zwei nicht-sozialistische Staaten eine Mannschaft.

## Alle Mannschaften und Fahrer
| 11 – Zdzisław Wrona 12 – Zenon Jaskuła 13 – Marek Szerszyński 14 – Leszek Stępniewski 15 – Paweł Bartkowiak 16 – Sławomir Krawczyk |

| 21 – Radovan Fořt 22 – Milan Jurčo 23 – Roman Kreuziger 24 – Anton Novosad 25 – Jozef Regec 26 – Jiří Škoda |

| 61 – Uwe Ampler 62 – Thomas Barth 63 – Mario Kummer 64 – Olaf Ludwig 65 – Uwe Raab 66 – Dan Radtke |

| 71 – Wiktor Klimow 72 – Wolodymyr Pulnikow 73 – Sergej Uslamin 74 – Wassyl Schdanow 75 – Asjat Saitow 76 – Iwan Romanow |

| 111 – Daszamcyn Munchbad 112 – Dschamsrangiin Öldsii-Orschich 113 – Darzaagijn Ench-Od 114 – Agwanasshilijn Gansuch 115 – Tsedendambyn Ganbold 116 – Batsüchiin Chajanchjarwaa |

| 121 – Walentin Shiwkow 122 – Christo Saikow 123 – Boiko Angelow 124 – Petar Petrow 125 – Jordan Pentschew 126 – Nentscho Stajkow |

| 141 – Matti Pietilä 142 – Jouni Karhunen 143 – Jouni Hakala 144 – Markku Salmijärvi |

| 151 – Gyula Prommer 152 – György Zámbori 153 – Robert Jonet 154 – János Csikós 155 – József Hirth 156 - Sándor Végvári |

| 161 – Éric Chanton 162 – Patrick Hosotte 163 – Jean Luc Garnier 164 – Bernard Jousselin 165 – Richard Vivien 166 – Jean François Laffille |

| 171 – Juan Pérez 172 – Orijol Alonso 173 – Israel Torres 174 – Francisco Martínez Ortega 175 – Ricardo Salazar 176 – Tomás Prado |

| 191 – Ibrahim Safrani 192 – Djamal Mahrus 193 – Hassan Najar 194 – Abdo Naser Hnidih 195 – Heisam Darckshly 196 – Kaled Kokach |

## Etappenübersicht
| Etappe     | Start – Ziel                  | Etappensieger                  | Etappen- länge | Fahrzeit    |
| ---------- | ----------------------------- | ------------------------------ | -------------- | ----------- |
| 0Prolog    | Einzelzeitfahren in Kiew      | Uwe Ampler DDR                 | 007 km         | 2:48:36 min |
| 01. Etappe | Rundkurs in Kiew              | Jozef Regec Tschechoslowakei   | 138 km         | 3:22:02 h   |
| 02. Etappe | Mannschaftszeitfahren in Kiew | Mannschaft Sowjetunion         | 048 km         | 2:53:56 h   |
| 03. Etappe | Rund um Kiew                  | Olaf Ludwig DDR                | 152 km         | 3:56:06 h   |
| 04. Etappe | Kriterium in Warschau         | Olaf Ludwig DDR                | 065 km         | 1:24:32 h   |
| 05. Etappe | Kutno – Poznań                | Olaf Ludwig DDR                | 196 km         | 4:33:36 h   |
| 06. Etappe | Poznań – Gorzów               | Petar Petrow Bulgarien         | 174 km         | 4:21:15 h   |
| 07. Etappe | Gorzów – Szczecin             | Zdzisław Wrona Polen           | 148 km         | 3:15:45 h   |
| 08. Etappe | Szczecin – Berlin             | Olaf Ludwig DDR                | 205 km         | 4:42:19 h   |
| 09. Etappe | Berlin – Halle (Saale)        | Olaf Ludwig DDR                | 200 km         | 5:21:19 h   |
| 10. Etappe | Einzelzeitfahren in Halle     | Wassili Schdanow Sowjetunion   | 035 km         | 2:44:22 min |
| 11. Etappe | Halle – K.-Marx-Stadt         | Leszek Stepniewski Polen       | 176 km         | 4:35:39 h   |
| 12. Etappe | K.-Marx-Stadt – Karlovy Vary  | Anton Novosad Tschechoslowakei | 130 km         | 4:12:43 h   |
| 13. Etappe | Karlovy Vary – Plzeň          | Olaf Ludwig DDR                | 152 km         | 3:27:58 h   |
| 14. Etappe | Plzeň – Mladá Boleslav        | Iwan Romanow Sowjetunion       | 181 km         | 4:22:12 h   |
| 15. Etappe | Mladá Boleslav – Prag         | Olaf Ludwig DDR                | 145 km         | 3:19:05 h   |

## Etappen im Detail

### Prolog: Einzelzeitfahren in Kiew, 7 km
Das Eröffnungsrennen begann auf dem Kiewer Krestschatik und wurde vom DDR-Mannschaftskapitän Thomas Barth eröffnet. Dieser legte mit 8:41 min gleich eine starke Zeit hin, die am Ende für Platz vier reichte. Erst Wiktor Klimow konnte diese Zeit um fünf Sekunden unterbieten. Uwe Ampler kam mit der gleichen zeit ein, so dass die Hundertstel Sekunden bemüht werten mussten. Nach der Auswertung war Ampler um 22 Hundertstel schneller als Klimow. Spannend war das Rennen bis zum Schluss, der Bulgare Nentscho Stajkow kam mit nur einer Sekunde Rückstand noch auf Platz drei ein. Zur ersten Etappe startete Uwe Ampler in Gelb, die Mannschaft der DDR in den Blauen Trikots.
| Trikotwertung | Trikotwertung |
| Trikot        | Fahrer        |
| ------------- | ------------- |
|               | Ampler        |
|               | Ludwig        |
|               | DDR           |

|    | Fahrer           | Zeit     |
| -- | ---------------- | -------- |
| 1. | Uwe Ampler       | 8:36 min |
| 2. | Wiktor Klimow    | 8:36 min |
| 3. | Nentscho Stajkow | 8:37 min |
| 4. | Thomas Barth     | 8:41 min |
| 5. | Olaf Ludwig      | 8:42 min |
| 6. | Jiří Škoda       | 8:44 min |

### 1. Etappe: Rund in Kiew, 138 km
Die erste Etappe führte über eine 19,7 Kilometer lange Rundstrecke, die sieben Mal zu absolvieren war. Somit wurden vom Fahrerfeld insgesamt 138 Kilometer zurückgelegt im Kiewer Stadtgebiet. Die Strecke war dabei von drei Steigungen geprägt. Lange Zeit führte der Ungar Hirth in einer Alleinfahrt, der aber auch wieder eingefangen wurde. In der vierten Runde, kurz vor dem zweiten Prämienspurt setzte sich ein Trio mit dem Tschechoslowaken Regec, dem Bulgaren Saikow und dem Mongolen Ganbold ab und gewann schnell an Vorsprung. Da sich das Feld nicht wirklich einig war und die Mannschaften der Ausreißer Vorstöße immer wieder vereitelten, machte das Trio am Ende das Rennen mit reichlich zwei Minuten Vorsprung vor dem Hauptfeld unter sich aus. Schnellster war dabei Jozef Regec, der dadurch auch das Gelbe Trikot erringen konnte. Durch den herausgefahrenen Vorsprung führten die drei Ausreißer nun auch die Gesamtwertung an. In Blau fuhr erstmals seit sieben Jahren wieder die Mannschaft der ČSSR.
| Trikotwertung | Trikotwertung |
| Trikot        | Fahrer        |
| ------------- | ------------- |
|               | Regec         |
|               | Regec         |
|               | Regec         |
|               | Ludwig        |
|               | ČSSR          |

|    | Fahrer               | Zeit      |
| -- | -------------------- | --------- |
| 1. | Jozef Regec          | 3:22:02 h |
| 2. | Christo Saikow       | 3:22:06 h |
| 3. | Tsedendambyn Ganbold | 3:22:09 h |
| 4. | Olaf Ludwig          | ?         |
| 5. | Zdzisław Wrona       | ?         |
| 6. | Anton Novosad        | ?         |

### 2. Etappe: Mannschaftszeitfahren in Kiew, 48 km
Die zweite Etappe war ein Mannschaftszeitfahren über 48 Kilometer in Kiew. Dabei waren mit Weltmeister UdSSR, Vizeweltmeister ČSSR, dem WM-Vierten DDR und dem WM-Fünften Polen allein fünf starke Mannschaften von der letztjährigen Straßen-Weltmeisterschaft dabei. Es war keine Überraschung, dass Weltmeister UdSSR schon nach dem ersten Viertel die Führung übernahm und diese bis ins Ziel auch nicht mehr abgab. Letztlich fuhr das sowjetische Sextett fast zwei Minuten Vorsprung auf die zweitplatzierte DDR-Mannschaft heraus. Durch diesen Rennausgang eroberte sich die sowjetische Mannschaft die Blauen Trikots.
| Trikotwertung | Trikotwertung |
| Trikot        | Fahrer        |
| ------------- | ------------- |
|               | Regec         |
|               | Regec         |
|               | Regec         |
|               | Ludwig        |
|               | UdSSR         |

|    | Mannschaft       | Zeit      |
| -- | ---------------- | --------- |
| 1. | Sowjetunion      | 53:56 min |
| 2. | DDR              | 55:19 min |
| 3. | Polen            | 55:47 min |
| 4. | Tschechoslowakei | 56:51 min |
| 5. | Bulgarien        | 57:40 min |
| 6. | Frankreich       | 1:00:50 h |

### 3. Etappe: Rund um Kiew, 152 km
Der nunmehr schon vierte Renntag in Kiew bescherte den Fahrern die erste wirklich anspruchsvolle Strecke, die mit jeweils drei Bergwertungen und drei Prämienwertungen gespickt war. Insgesamt zwölfmal musste eine bergige und kurvenreiche Strecke von 12,7 Kilometern Länge durchfahren werden. Durch dieses Streckenprofil war das Fahrerfeld schon nach der Hälfte der Strecke weit auseinandergezogen. Bei Kilometer 124 in der zehnten Runde überraschte ein heftiger Regenschauer die Fahrer und sorgte für zahlreiche Stürze. Nach der letzten Bergwertung bei Kilometer 134 zog Wolodymyr Pulnikow aus der Sowjetunion unwiderstehlich an und brachte gemeinsam mit dem Tschechoslowaken Fořt schnell einen Abstand zwischen sich und das Feld. Speziell die DDR-Mannschaft mit Dan Radtke und Uwe Raab sorgte aber dafür, dass der Abstand nie mehr als 200 Meter betrug, um so ihren besten Sprinter, Olaf Ludwig, bei der Zielankunft noch in Szene setzen zu können. 2000 Meter vor dem Ziel setzte Ludwig zur Verfolgung an und hatte auf der Zielgeraden noch 40 Meter Abstand zum führenden Pulnikow. Mit einem fulminanten Schlussspurt konnte Ludwig am Ende noch die Etappe für sich entscheiden. Entwaffnend ehrlich gestand Ludwig nach der Zielankunft einem Radioreporter, dass er diese Strapazen nicht auf sich genommen hätte, wenn da vorn nicht ein blaues Trikot geleuchtet hätte.
| Trikotwertung | Trikotwertung |
| Trikot        | Fahrer        |
| ------------- | ------------- |
|               | Regec         |
|               | Ludwig        |
|               | Regec         |
|               | Ludwig        |
|               | Pulnikow      |
|               | UdSSR         |

|    | Fahrer             | Zeit      |
| -- | ------------------ | --------- |
| 1. | Olaf Ludwig        | 3:56:06 h |
| 2. | Wolodymyr Pulnikow | 3:56:10 h |
| 3. | Radovan Fořt       | 3:56:13 h |
| 4. | Iwan Romanow       | 3:56:16 h |
| 5. | Nentscho Stajkow   | 3:56:29 h |
| 4. | Wiktor Klimow      | 3:56:29 h |

### 4. Etappe: Kriterium in Warschau, 65 km
Am Morgen des 10. Mai verließ das Fahrerfeld mit einer Sondermaschine der Aeroflot die ukrainische Hauptstadt Kiew. Nach 75 Minuten landete man in Warschau, um dann nachmittags bei kühlem, regnerischem Wetter die fünfte Etappe in Angriff zu nehmen. Die Strecke bestand aus einem Rundkurs mit 6,5 Kilometern Länge, der zehnmal absolviert werden musste. Während der Fahrt gab es insgesamt vier Prämienwertungen. Die Etappe gewann am Ende erneut Olaf Ludwig, der sich mit Beginn der letzten Runde vorn im Feld positionierte und den Zielsprint von vorn anfuhr. Im klar distanzierten Verfolgerfeld entbrannte vor allem um Platz zwei noch ein Kampf, den am Ende Romanow vor Uwe Raab entschied. Dass die Friedensfahrt nun in Polen angekommen war, war auch an der Aktivität der polnischen Mannschaft zu spüren: Allein drei Fahrer belegten die Plätze vier bis sechs. Trotz zweier Siege in Folge durch Olaf Ludwig fuhr Regec weiterhin in Gelb, die UdSSR-Mannschaft in Blau.
| Trikotwertung | Trikotwertung |
| Trikot        | Fahrer        |
| ------------- | ------------- |
|               | Regec         |
|               | Ludwig        |
|               | Regec         |
|               | Ludwig        |
|               | Pulnikow      |
|               | UdSSR         |

|    | Fahrer             | Zeit      |
| -- | ------------------ | --------- |
| 1. | Olaf Ludwig        | 1:24:32 h |
| 2. | Iwan Romanow       | 1:24:36 h |
| 3. | Uwe Raab           | 1:24:39 h |
| 4. | Leszek Stępniewski | 1:24:42 h |
| 5. | Sławomir Krawczyk  | 1:24:42 h |
| 4. | Zdzisław Wrona     | 1:24:42 h |

### 5. Etappe: Kutno-Poznań, 196 km
Die bis dahin längste Etappe war von teilweise heftigem Seitenwind und im späteren Rennverlauf auch von Regen geprägt. Speziell vor den Prämiensprints prägten die Mannschaften aus Polen, der UdSSR, der DDR und auch der ČSSR das Geschehen. Olaf Ludwig konnte dabei allein drei von sechs Prämiensprints gewinnen und sicherte sich damit das ihm noch fehlende violette Trikot. Bei strömendem Regen kam es dann in den Straßen von Poznań zu einer spannenden Sprintentscheidung, die letzten Endes Ludwig vor dem sowjetischen Fahrer Saitow für sich entschied. Die Entscheidung war so knapp, dass das Zielfoto bemüht werden musste. Trotz dreier Siege in Folge durch Olaf Ludwig fuhr Regec jedoch weiterhin in Gelb, die UdSSR-Mannschaft in Blau. Ludwig hatte sich mittlerweile aber bis auf die Bergwertung alle anderen Wertungstrikots erkämpft.
| Trikotwertung | Trikotwertung |
| Trikot        | Fahrer        |
| ------------- | ------------- |
|               | Regec         |
|               | Ludwig        |
|               | Ludwig        |
|               | Ludwig        |
|               | Pulnikow      |
|               | UdSSR         |

|    | Fahrer         | Zeit      |
| -- | -------------- | --------- |
| 1. | Olaf Ludwig    | 4:33:36 h |
| 2. | Asjat Saitow   | 4:33:39 h |
| 3. | Uwe Raab       | 4:33:43 h |
| 4. | Iwan Romanow   | 4:33:46 h |
| 5. | Zdzisław Wrona | 4:33:46 h |
| 6. | Mario Kummer   | 4:33:46 h |

### 6. Etappe: Poznań – Gorzów, 174 km
Die höhepunktarme sechste Etappe war wiederum von starkem Kantenwind geprägt. Aufregung verursachte erst bei Kilometer 148 ein Massensturz, bei dem der Franzose Laffille erhebliche Gesichtsverletzungen erlitt und aufgeben musste. Zehn Kilometer vor dem Ziel fiel dann die Entscheidung, als der Bulgare Petrow an der einzigen nennenswerten Steigung der Etappe am energischsten einen Ausreißversuch startete und schnell 20 Sekunden Vorsprung herausfuhr. Dieser Vorsprung schmolz zwar noch etwas zusammen, aber es reichte letztendlich für den elften bulgarischen Etappensieg bei einer Friedensfahrt. Olaf Ludwig gewann kurz darauf den Sprint des Hauptfeldes. Dennoch fuhr weiterhin Regec in Gelb, die UdSSR in Blau.
| Trikotwertung | Trikotwertung |
| Trikot        | Fahrer        |
| ------------- | ------------- |
|               | Regec         |
|               | Ludwig        |
|               | Ludwig        |
|               | Ludwig        |
|               | Pulnikow      |
|               | UdSSR         |

|    | Fahrer             | Zeit      |
| -- | ------------------ | --------- |
| 1. | Petar Petrow       | 4:21:15 h |
| 2. | Olaf Ludwig        | 4:21:23 h |
| 3. | Sławomir Krawczyk  | 4:21:26 h |
| 4. | Radovan Fořt       | 4:21:29 h |
| 5. | Uwe Raab           | 4:21:29 h |
| 6. | Wolodymyr Pulnikow | 4:21:29 h |

### 7. Etappe: Gorzów – Szczecin, 148 km
Auf der letzten Etappe auf polnischem Gebiet gelang der polnischen Mannschaft der erste Tagessieg. Ständig versuchte sie, das Feld auseinanderzureißen, was aber vor allem von den Fahrern der ČSSR verhindert wurde. Durch diese Taktik kam es auf der schnellen Etappe kaum zu Ausreißversuchen und die Entscheidung musste im Zielsprint fallen. Dabei siegte der Pole Wrona im langen Zielsprint knapp vor Olaf Ludwig.
| Trikotwertung | Trikotwertung |
| Trikot        | Fahrer        |
| ------------- | ------------- |
|               | Regec         |
|               | Ludwig        |
|               | Ludwig        |
|               | Ludwig        |
|               | Pulnikow      |
|               | UdSSR         |

|    | Fahrer            | Zeit      |
| -- | ----------------- | --------- |
| 1. | Zdzisław Wrona    | 3:15:45 h |
| 2. | Olaf Ludwig       | 3:15:49 h |
| 3. | Asjat Saitow      | 3:15:52 h |
| 4. | Uwe Raab          | 3:15:55 h |
| 5. | Sławomir Krawczyk | 3:15:55 h |
| 6. | Petar Petrow      | 3:15:55 h |

### 8. Etappe: Szczecin  – Berlin, 193 km
Die achte Etappe führte das Fahrerfeld erstmals auf DDR-Gebiet und dabei gleich in die Hauptstadt nach Berlin. Über Pasewalk, Prenzlau, Angermünde, Eberswalde-Finow und Werneuchen erreichten die Fahrer bei Ahrensfelde Berliner Stadtgebiet. Ziemlich geschlossen bog das Feld auf die Karl-Marx-Allee ein, auf der Olaf Ludwig einmal mehr unter den Augen von Mitgliedern der Partei- und Staatsführung der DDR den Zielsprint gewann. Es war Ludwigs insgesamt 25. Etappensieg. Mit dem nunmehr schon vierten Tagessieg rückte Ludwig auf 41 Sekunden an den immer noch Gesamtführenden Regec heran.
| Trikotwertung | Trikotwertung |
| Trikot        | Fahrer        |
| ------------- | ------------- |
|               | Regec         |
|               | Ludwig        |
|               | Ludwig        |
|               | Ludwig        |
|               | Pulnikow      |
|               | UdSSR         |

|    | Fahrer         | Zeit      |
| -- | -------------- | --------- |
| 1. | Olaf Ludwig    | 4:42:19 h |
| 2. | Uwe Raab       | 4:42:23 h |
| 3. | Asjat Saitow   | 4:42:26 h |
| 4. | Zdzisław Wrona | 4:42:29 h |
| 5. | Sandor Vegvari | 4:42:29 h |
| 6. | György Zambori | 4:42:29 h |

### 9. Etappe: Berlin – Halle (Saale), 200 km
Die zweitlängste Etappe begann zunächst um 11.45 Uhr mit einem Ehrenstart auf der Karl-Marx-Allee in Höhe des Café Moskau. Eine halbe Stunde später begann das Rennen auf der Köpenicker Landstraße in Höhe Baumschulenstraße Richtung Potsdam. Über Treuenbrietzen, Lutherstadt Wittenberg, Gräfenhainichen und Bitterfeld steuerte das Feld Halle an. Bei Kantenwind und mäßigen Temperaturen war der Rennverlauf von zwei größeren Ausreißversuchen geprägt. Ab Stahnsdorf setzten sich der Kubaner Salazar und der Mongole Munchbad ab und entschieden die Prämiensprints in Potsdam und Wittenberg unter sich. Nachdem sie eingeholt wurden, probierte es ab Kilometer 140 der Mongole Ganbold, so dass er beim Prämiensprint in Bitterfeld fast zwei Minuten herausgefahren hatte. Seine Kräfte reichten jedoch nicht bis ins Ziel und er wurde vom Feld wieder geschluckt. Neun Kilometer vor dem Ziel fuhr Olaf Ludwig überraschend eine Attacke, die er zwei Kilometer durchhielt, jedoch dann wieder im Feld aufgenommen wurde. Dennoch befand er sich beim Zielsprint wieder in vorderster Reihe und konnte trotz der Welle eines Spurtkontrahenten seinen fünften Tagessieg feiern. Der Rückstand zu Gelb war nun auf 31 Sekunden geschmolzen. Nach der Ankunft in Halle wurde ein Ruhetag eingelegt.
| Trikotwertung | Trikotwertung |
| Trikot        | Fahrer        |
| ------------- | ------------- |
|               | Regec         |
|               | Ludwig        |
|               | Ludwig        |
|               | Ludwig        |
|               | Pulnikow      |
|               | UdSSR         |

|    | Fahrer         | Zeit      |
| -- | -------------- | --------- |
| 1. | Olaf Ludwig    | 5:21:19 h |
| 2. | Radovan Fořt   | 5:21:23 h |
| 3. | Uwe Raab       | 5:21:26 h |
| 4. | Anton Novosad  | 5:21:29 h |
| 5. | Zdzisław Wrona | 5:21:29 h |
| 6. | Petar Petrow   | 5:21:29 h |

### 10. Etappe: Einzelzeitfahren in Halle, 35 km
Nach einem Ruhetag fand in Halle und Umgebung ein Einzelzeitfahren statt, was das bis dahin bestehende Klassement gehörig durcheinanderwirbelte. Die Fahrer starteten auf der breiten Franckestraße stadtauswärts in Richtung Westen auf der heutigen B 80. In Höhe des Abzweiges nach Höhnstedt wendeten die Fahrer. Mit zwei amtierenden Weltmeistern im Mannschaftszeitfahren angetreten, war das Sextett aus der UdSSR die beherrschende Mannschaft. Am Ende kamen alle Fahrer der in Blau fahrenden Auswahl unter den besten Zehn ein. Das Rennen gewann Wassili Schdanow vor drei weiteren Mannschaftskameraden. Entscheidend war letztendlich vor allem das Abschneiden von Wolodymyr Pulnikow, der als Zweitplatzierter eine Minute Vorsprung vor dem Gelbaspiranten Olaf Ludwig herausfuhr, wobei Ludwig ein für seine Verhältnisse achtbares Rennen fuhr und auf Platz elf einkam. Der bis dahin Gesamtführende Regec fiel 1:11 min hinter Ludwig zurück. Schlussendlich kam es in der Gesamtführung nach dem Rennen zu der kuriosen Situation, dass Ludwig und Pulnikow die gleiche Gesamtzeit aufwiesen. Wegen seiner besseren Platzierungen bei den vorangegangenen Etappen wurde aber Ludwig das Gelbe Trikot zugesprochen, so dass er nun erstmals nach immerhin fünf Tagessiegen in Gelb fuhr.
| Trikotwertung | Trikotwertung |
| Trikot        | Fahrer        |
| ------------- | ------------- |
|               | Ludwig        |
|               | Ludwig        |
|               | Ludwig        |
|               | Ludwig        |
|               | Pulnikow      |
|               | UdSSR         |

|    | Fahrer                       | Zeit      |
| -- | ---------------------------- | --------- |
| 1. | Wassili Iwanowitsch Schdanow | 44:22 min |
| 2. | Wolodymyr Pulnikow           | 44:33 min |
| 3. | Asjat Saitow                 | 44:42 min |
| 4. | Wiktor Klimow                | 44:45 min |
| 5. | Zenon Jaskuła                | 44:48 min |
| 6. | Uwe Ampler                   | 44:54 min |

### 11. Etappe: Halle – Karl-Marx-Stadt, 176 km
Die elfte Etappe führte über Schkopau, Weißenfels, Gera, Zeitz und Zwickau ins damalige Karl-Marx-Stadt, wo sich vor dem Karl-Marx-Monument der Zielstrich befand. Da sie an einem Sonntag stattfand, säumten unzählige Zuschauer die Straßenränder, die Zeitung Neues Deutschland schrieb von einer knappen halben Million. Zur weiteren Attraktivität trugen die vielen Zwischenwertungen bei, es gab fünf Prämiensprints und vier Bergwertungen, bei denen sich vor allem der Bulgare Petrow hervortat und allein drei Bergwertungen gewann. Lohn dafür war am Ende des Tages das Grüne Trikot. Die anspruchsvolle Strecke verlangte den Fahrern viel ab, bei Kilometer 123 riss das Feld endgültig auseinander. In der Folge bildeten sich immer wieder Spitzengruppen, die sich aber nie entscheidend absetzen konnten. Bei Kilometer 144 musste Siegfavorit Ludwig nach einem Fahrradschaden eine Schrecksekunde überstehen, bekam aber sofort Uwe Amplers Rad und konnte so die Spitzengruppe wieder einholen. In Karl-Marx-Stadt rüstete sich letztlich eine 32-köpfige Spitzengruppe mit allen vorn platzierten Fahrern für den Endspurt, den Olaf Ludwig zunächst auch gewann. Auch bei der kleinen Siegerehrung kurz nach der Ankunft wurde er noch als Erster geehrt. Dann aber entschied die Schiedsrichterkommission, Ludwig den Sieg abzuerkennen, da er im Ziel die Hände vom Lenker genommen hatte. Da Ludwig diesbezüglich bei einer früheren Etappe schon einmal verwarnt worden war, schritt die Schiedsrichterkommission nun ein. Zunächst wurde Ludwig auf den letzten Platz der Spitzengruppe gesetzt und erhielt obendrauf noch 30 Strafsekunden. Damit wäre Pulnikow alleiniger Gesamtführender gewesen. Ein Protest der DDR-Mannschaftsführung wurde zunächst abgelehnt. Die sogenannte Jury d´Appell, ein Gremium, das Entscheidungen der Schiedsrichterkommission noch prüfen kann, traf letztendlich eine salomonische Entscheidung. Da das Verhalten Ludwigs keine Gefährdung von Zuschauern und Fahrern hatte, wertete sie die ausgesprochene Strafe im Verhältnis zum Regelverstoß als „unangemessen hoch“. Die 30-Sekunden-Strafe wurde aufgehoben und eine letzte Verwarnung an Ludwig ausgesprochen. Die Zurücksetzung auf Platz 32 blieb allerdings bestehen, somit war Ludwig zeitgleich mit Pulnikow ins Ziel gekommen und behielt das Gelbe Trikot. Die polnische Mannschaft konnte dadurch letztendlich einen Doppelerfolg erzielen.
| Trikotwertung | Trikotwertung |
| Trikot        | Fahrer        |
| ------------- | ------------- |
|               | Ludwig        |
|               | Ludwig        |
|               | Ludwig        |
|               | Ludwig        |
|               | Petrow        |
|               | UdSSR         |

|    | Fahrer             | Zeit      |
| -- | ------------------ | --------- |
| 1. | Leszek Stępniewski | 4:35:39 h |
| 2. | Zdzisław Wrona     | 4:35:43 h |
| 3. | Uwe Raab           | 4:35:46 h |
| 4. | Anton Novosad      | 4:35:49 h |
| 5. | Marek Szerszyński  | 4:35:49 h |
| 6. | Jozef Regec        | 4:35:49 h |

### 12. Etappe: Karl-Marx-Stadt – Karlovy Vary, 130 km
Die zwölfte Etappe begann mit einem Ehrenstart am Karl-Marx-Monument und startete offiziell in der Annaberger Straße auf der heutigen B 95 Richtung Erzgebirge. Dabei wurden auf deutscher Seite Ehrenfriedersdorf, Annaberg-Buchholz und Oberwiesenthal durchfahren. Das Wetter war kühl, um den Fichtelberg herum kämpften die Fahrer sogar mit Nebel. Insgesamt gab es sechs Bergwertungen und drei Prämiensprints. Nach Kilometer 84 startete die UdSSR-Mannschaft den Angriff auf das Gelbe Trikot. Nach der fünften Bergwertung, die Uwe Ampler gewann, konnten die drei Bergspezialisten Ampler, Petrow und Pulnikow schnell ein Loch auffahren, was zwischenzeitlich 20 Sekunden betrug. Als Ampler jedoch erneut das Tempo verschärfte, konnte Pulnikow nicht mehr folgen und wurde vom Hauptfeld geschluckt. Wenig später holte die 22-köpfige Verfolgergruppe, in der sich außer Thomas Barth alle DDR-Fahrer befanden, die zwei Ausreißer ein, musste sich aber bis zum Ziel immer wieder den Attacken der UdSSR-Mannschaft erwehren. Im Ziel zeigten die erstmals auf heimischem Boden agierenden Fahrer aus der ČSSR Flagge und konnten mit Anton Novosad im Stadion von Karlovy Vary den Tagessieg erringen. Vortagessieger Leszek Stępniewski musste aufgeben.
| Trikotwertung | Trikotwertung |
| Trikot        | Fahrer        |
| ------------- | ------------- |
|               | Ludwig        |
|               | Ludwig        |
|               | Ludwig        |
|               | Ludwig        |
|               | Petrow        |
|               | UdSSR         |

|    | Fahrer            | Zeit      |
| -- | ----------------- | --------- |
| 1. | Anton Novosad     | 4:12:43 h |
| 2. | Asjat Saitow      | ?         |
| 3. | Uwe Raab          | ?         |
| 4. | Radovan Fořt      | 4:12:53 h |
| 5. | Marek Szerszyński | 4:12:53 h |
| 6. | Torrez            | 4:12:53 h |

### 13. Etappe: Karlovy Vary – Plzeň, 152 km
Auch die dreizehnte Etappe, die mit drei Bergwertungen und vier Prämiensprints aufwartete, war wieder von Angriffen auf das Gelbe Trikot geprägt. Da neben Pulnikow auch andere Fahrer der UdSSR-Mannschaft in aussichtsreicher Nähe zu Ludwig lagen, war die Taktik zunächst nicht speziell auf einen sowjetischen Fahrer ausgerichtet. Nach knapp einem Viertel der Strecke entwickelte sich der für die Etappe beherrschende Vorstoß. Eine Ausreißergruppe mit Saitow (URS), Saikow (BUL), Garnier (FRA) und Uwe Ampler (GDR) fuhr zwischenzeitlich bis zu 110 Sekunden Vorsprung zum Hauptfeld heraus. Da Saitow nur 24 Sekunden Rückstand auf Ludwig hatte, war er nun der sowjetische Kandidat für Gelb. Folgerichtig versuchten seine Teamkameraden, das Tempo des Hauptfeldes zu drosseln. Dem stand natürlich die DDR-Mannschaft entgegen, die die Ausreißergruppe einholen wollte. Neues Deutschland schrieb von „enger Manndeckung im Hauptfeld“, diese führte sogar zu einem Sturz von Mario Kummer. Da aber Ampler das Tempo der Ausreißer zunehmend verschleppte, gelang es dem Hauptfeld, die Spitzengruppe nach Kilometer 115 einzuholen. Nunmehr attackierte aber die DDR-Mannschaft und es bildete sich eine zehnköpfige Spitzengruppe, die bis zum Ziel vom Feld nicht mehr eingeholt wurde. Zwar klebte Pulnikow in dieser Gruppe Ludwig am Hinterrad, mit Klimow, Saitow und Romanow fehlten aber die weiteren aussichtsreich platzierten sowjetischen Fahrer. Zusammen mit drei bulgarischen Fahrern hielten Barth, Ludwig und Radtke das Tempo hoch und so war der einzig verbliebene sowjetische Gelbaspirant Pulnikow gezwungen, sein Heil in der Flucht zu suchen. 1200 Meter vor dem Ziel zog er einen langen Sprint an, den Ludwig aber sofort mitging. Als Erster erreichte der Geraer das Stadion und ließ sich dort seinen sechsten Etappensieg auch nicht mehr nehmen. Ludwig hatte nun in der Gesamtwertung vier Sekunden Vorsprung vor Pulnikow, aber schon über eine Minute Vorsprung auf die sowjetischen Fahrer Klimow, Saitow, Uslamin und Romanow.
| Trikotwertung | Trikotwertung |
| Trikot        | Fahrer        |
| ------------- | ------------- |
|               | Ludwig        |
|               | Ludwig        |
|               | Ludwig        |
|               | Ludwig        |
|               | Petrow        |
|               | UdSSR         |

|    | Fahrer             | Zeit      |
| -- | ------------------ | --------- |
| 1. | Olaf Ludwig        | 3:27:58 h |
| 2. | Wolodymyr Pulnikow | 3:28:02 h |
| 3. | Anton Novosad      | ?         |
| 4. | Wassili Schdanow   | ?         |
| 5. | Sergej Uslamin     | ?         |
| 6. | Thomas Barth       | ?         |

### 14. Etappe: Plzeň - Mladá Boleslav, 181 km
Der Kampf ums Gelbe Trikot wurde auch auf der vierzehnten Etappe, die mit zwei Bergwertungen und fünf Prämiensprints aufwartete, unvermindert weitergeführt. Hauptaufgabe war es dabei für die DDR-Mannschaft, Wolodymyr Pulnikow im Auge zu behalten. Dies ging sogar so weit, ihn vor allem bei den Bergwertungen nicht zu viele Punkte sammeln zu lassen, denn auch der Drittplatzierte in der Wertung zum Grünen Trikot erhielt am Ende des Rennens noch drei Sekunden Zeitgutschrift, Sekunden, die entscheidend sein konnten. Folgerichtig tat sich speziell Uwe Ampler hervor, der beide Bergwertungen gewann und am Tagesende nur noch sechs Punkte hinter Petrow lag. Die erste Bergwertung hatte es generell in sich. Bei Křivoklát erwartete die Fahrer eine steile Wand aus Kleinpflaster, was zu hektischer Schalterei führte. Davon betroffen war auch Olaf Ludwig, dem die Kette absprang. Er fand jedoch schnell wieder Anschluss ans Feld. Nach der zweiten Bergwertung mussten jedoch mit Barth und Kummer zwei DDR-Fahrer abreißen lassen, so dass sich das verbliebene DDR-Quartett den Attacken einer kompletten sowjetischen Mannschaft erwehren musste. Zwischenzeitlich gelang dies auch mit Romanow, der zeitweise 30 Sekunden Vorsprung herausfuhr, doch vor allem Uwe Ampler gelang es immer wieder, die Verfolgergruppe heranzubringen und das Tempo hochzuhalten, so dass keine Vorstöße mehr zustande kamen. Bei der Zielankunft beteiligte sich Ludwig nicht am Sprint, so dass es diesmal Iwan Romanow aus der Sowjetunion gelang, die Etappe zu gewinnen. Vielumjubelt fanden sich dahinter mit Roman Kreuziger und Anton Novosad zwei Tschechoslowaken ein. Olaf Ludwig behielt aber Gelb und fuhr damit auf der letzten Etappe nach Prag hinein.
| Trikotwertung | Trikotwertung |
| Trikot        | Fahrer        |
| ------------- | ------------- |
|               | Ludwig        |
|               | Ludwig        |
|               | Ludwig        |
|               | Ludwig        |
|               | Petrow        |
|               | UdSSR         |

|    | Fahrer            | Zeit      |
| -- | ----------------- | --------- |
| 1. | Iwan Romanow      | 4:22:12 h |
| 2. | Roman Kreuziger   | 4:22:16 h |
| 3. | Anton Novosad     | 4:22:19 h |
| 4. | Asjat Saitow      | 4:22:22 h |
| 5. | Uwe Raab          | 4:22:22 h |
| 6. | Sławomir Krawczyk | 4:22:22 h |

### 15. Etappe: Mladá Boleslav - Prag, 131 km
Auf der letzten Etappe gab es keine nennenswerten Angriffe mehr auf das Gelbe Trikot. Uwe Ampler rückte durch den Gewinn der letzten Bergwertung bis auf einen Punkt an den Bulgaren Petrow heran, der aber in der Gesamtwertung das Grüne Trikot behielt. Das 35-köpfige Hauptfeld erreichte geschlossen Prag, wo es im Strahov-Stadion wieder zu einer Sprintentscheidung kam. Zum siebenten Mal hatte dabei Olaf Ludwig die Nase vorn und untermauerte seine einzigartige Leistung bei dieser Fahrt, wo er neben dem Gelben auch das Rosa, Weiße und Violette Trikot gewinnen konnte.
| Trikotwertung | Trikotwertung |
| Trikot        | Fahrer        |
| ------------- | ------------- |
|               | Ludwig        |
|               | Ludwig        |
|               | Ludwig        |
|               | Ludwig        |
|               | Petrow        |
|               | UdSSR         |

|    | Fahrer         | Zeit      |
| -- | -------------- | --------- |
| 1. | Olaf Ludwig    | 3:19:05 h |
| 2. | Asjat Saitow   | 3:19:09 h |
| 3. | Anton Novosad  | 3:19:12 h |
| 4. | Milan Jurčo    | 3:19:15 h |
| 5. | Israel Torrez  | 3:19:15 h |
| 6. | Zdzisław Wrona | 3:19:15 h |

## Endergebnis

### Gesamteinzelwertung
Die Rundfahrt beendeten 58 von 64 gestarteten Fahrern. In 50 Stunden, 51 Minuten und 12 Sekunden gewann Olaf Ludwig aus der DDR-Mannschaft die Friedensfahrt nach 1982 zum zweiten Mal. Auf dem zweiten Platz folgte mit nur 34 Sekunden Rückstand der sowjetische Friedensfahrtneuling Wolodymyr Pulnikow. Dritter wurde sein Mannschaftskamerad Asjat Saitow. Letzter der Gesamtwertung wurde Agwanasshilijn Gansuch aus der Mongolei, der mit sieben Stunden, 49 Minuten und 33 Sekunden Rückstand auf den Gesamtführenden platziert war. Durch die Ereignisse um die Katastrophe in Tschernobyl war das Rennen jedoch von Beginn an sportlich geschmälert, fehlten doch vor allem mit den Mannschaften aus den Niederlanden, Belgien, Rumänien, der BRD und Italien starke Gegner für die Nationalmannschaften der Gastgeberländer. Das erste Gelbe Trikot des Rennens trug Uwe Ampler aus der DDR. Auf der dritten Etappe musste er aber viel Lehrgeld bezahlen und war fortan chancenlos im Hinblick auf die Gesamtführung. Die eigentliche Überraschung war der tschechoslowakische Fahrer Jozef Regec, der durch seinen beherzten Ausreißversuch auf der ersten Etappe Gelb gewann und es bis zur zehnten Etappe nach Halle trug. Bis zum entscheidenden Einzelzeitfahren in Halle war das Rennen vom Zweikampf Regec gegen Ludwig geprägt, wobei Ludwig mit fünf Etappensiegen zwar den Abstand zu Regec kontinuierlich verringern, ihn aber nicht einholen konnte. Das Einzelzeitfahren in Halle wirbelte das Gesamtklassement gehörig durcheinander, da die Taktik der sowjetischen Mannschaft voll aufging. Mit dem Vierfacherfolg wurde die Führung in der Mannschaftswertung zementiert, gleichzeitig waren urplötzlich drei, vier sowjetische Fahrer in der Lage, Gelb zu holen. In der Folge entwickelte sich ein Zweikampf zwischen Olaf Ludwig und Wolodymyr Pulnikow, die über mehrere Etappen zeitgleich an der Spitze lagen, wobei sich Ludwig wegen seiner besseren Tagesergebnisse Gelb überstreifen durfte. Höhepunkt des Zweikampfes zwischen den Silbergrauen aus der DDR und den Blauen aus der Sowjetunion war zweifelsohne die 13. Etappe, die Ludwig durch eine überragende Mannschaftsleistung seiner Teamkameraden gewinnen konnte, wobei er außer Pulnikow alle anderen sowjetischen Gelbanwärter deutlich distanzierte. Als der Geraer durch eine wiederum herausragende Mannschaftsleistung auch die 14. Etappe in Gelb beenden konnte, war die Entscheidung gefallen. Im Schatten des deutsch-sowjetischen Zweikampfes konnten auch die bulgarischen und tschechoslowakischen Fahrer für einige Achtungserfolge sorgen. So war der Bulgare Saitow bis Halle auf Rang drei platziert. Farbtupfer waren die Fahrer aus der Mongolei, Syrien und Kuba, die ab und an durch beherzte Ausreißversuche oder beachtliche Einzelplatzierungen auf sich aufmerksam machten.

### Mannschaftswertung
Überragende Mannschaft des Rennens war das Sextett aus der Sowjetunion, welches zwei amtierende Mannschaftszeitfahrweltmeister aufbot. Folgerichtig übernahm es auch nach der zweiten Etappe, dem Mannschaftszeitfahren, die Führung und gab sie bis zum Ziel nicht wieder ab. Zuvor hatten jeweils ein Mal die Mannschaften aus der DDR und der ČSSR Blau überstreifen können. Auf Platz zwei rangierte die DDR-Mannschaft, die sich spätestens ab der elften Etappe einen packenden Zweikampf mit der Sowjetunion um Gelb lieferte. Während die ČSSR-Mannschaft um Jozef Regec und die Bulgaren mit den Spitzenleuten Saitow, Petrow und Altmeister Stajkow ebenfalls belebend wirkten, blieb die polnische Mannschaft vieles schuldig. Hatte sie in Lech Piasecki im vorigen Jahr noch den Friedensfahrtsieger und mit Andrzej Mierzejewski auch den Gesamtzweiten gestellt, blieben diesmal nur zwei Etappensiege, wovon einer erst nach Schiedsrichterentscheid feststand. Speziell bei den Bergetappen spielten die Polen keine Rolle.

### Trikotwertungen
Abgesehen vom Grünen Trikot des besten Bergfahrers heimste Olaf Ludwig am Ende neben dem Gelben auch alle anderen Sondertrikots ein und unterstrich damit seine herausragende Stellung bei dieser Fahrt. Bester Bergfahrer war bis zur zehnten Etappe Wolodymyr Pulnikow, wobei es bis dahin nur bei einer Etappe Bergwertungen gegeben hatte. Auf der elften Etappe gewann der bulgarische Kletterspezialist Petar Petrow drei von vier Bergwertungen und fuhr fortan in Grün. Mit Uwe Ampler erwuchs ihm auf den letzten Etappen ein ebenbürtiger Gegner, so dass beide am Ende ein einziger Punkt trennte.

Das Weiße Trikot trug Olaf Ludwig nach der zweiten Etappe, das Rosa Trikot nach dem Prolog einmal und endgültig nach der dritten Etappe, Violett kam nach der fünften Etappe hinzu. Damit unterstrich er seinen Ruf als bester Sprinter im Feld, zudem halfen auch seine Etappensiege mit, diese Trikots zu erringen.
| Bester Bergfahrer | Petar Petrow       | 43 Pkt. |
| 2.                | Uwe Ampler         | 42 Pkt. |
| 3.                | Nentscho Stajkow   | 23 Pkt. |
| 4.                | Wolodymyr Pulnikow | 13 Pkt. |
| 5.                | Wiktor Klimow      | 08 Pkt. |

| Aktivster Fahrer | Olaf Ludwig       | 41 Pkt. |
| 2.               | Zdzisław Wrona    | 35 Pkt. |
| 3.               | Uwe Raab          | 24 Pkt. |
| 4.               | Milan Jurčo       | 23 Pkt. |
| 5.               | Sławomir Krawczyk | 20 Pkt. |

| Punktbester Fahrer | Olaf Ludwig       | 79 Pkt.  |
| 2.                 | Uwe Raab          | 112 Pkt. |
| 3.                 | Anton Novosad     | 149 Pkt. |
| 4.                 | Asjat Saitow      | 163 Pkt. |
| 5.                 | Sławomir Krawczyk | 197 Pkt. |

|    | Olaf Ludwig    | 155 Pkt. |
| 2. | Uwe Raab       | 096 Pkt. |
| 3. | Zdzisław Wrona | 095 Pkt. |
| 4. | Anton Novosad  | 073 Pkt. |
| 5. | Asjat Saitow   | 072 Pkt. |

## Kurioses
DDR-Journalisten erhielten die Direktive, nicht über „strahlende Sieger“ zu schreiben.